# Uramphisopus pearsoni
Uramphisopus pearsoni är en kräftdjursart som beskrevs av Nicholls 1943. Uramphisopus pearsoni ingår i släktet Uramphisopus och familjen Phreatoicidae. IUCN kategoriserar arten globalt som sårbar. Inga underarter finns listade i Catalogue of Life.